# Initiative populaire « Accéder à la propriété grâce à l'épargne-logement »
L'initiative populaire « Accéder à la propriété grâce à l'épargne-logement » est une initiative populaire suisse, rejetée par le peuple et les cantons le 18 juin 2012.

## Contenu
L'initiative propose d'ajouter un article 108a à la Constitution fédérale stipulant que « la Confédération et les cantons encouragent l'acquisition d'un logement à usage personnel en favorisant l'épargne-logement », et ceci en autorisant une déduction fiscale sur le plan cantonal et communal allant jusqu'à 10 000 francs par an.
Le texte complet de l'initiative peut être consulté sur le site de la Chancellerie fédérale.

## Déroulement

### Contexte historique
La Suisse, malgré une augmentation de près de 6 % en 10 ans, connait cependant un taux de propriétaires bien plus faible (environ 40 % en 2012) que les pays voisins. Cette situation s'explique principalement par le montant de 20 % de fonds propres au minimum que les acquéreurs doivent apporter au moment de l'achat d'un bien immobilier. Afin de faciliter l’accession à la propriété, les initiants déposent simultanément, en 2008 deux initiatives parallèles : cette initiative qui demande la création d'un système d'épargne-logement bénéficiant d'un allègement d'impôts sur le modèle d'une loi équivalente existant depuis plus de 18 ans dans le canton de Bâle-Campagne ainsi qu'une seconde initiative offrant la possibilité aux propriétaires de cesser de payer l'impôt sur la valeur locative à leur arrivée à la retraite et refusée en votation populaire le 23 septembre 2012.
Ces deux initiatives sont précédées de quelques mois d'une Initiative sur l'épargne-logement qui propose la mise en place de plusieurs mesures complémentaires (épargne-logement, épargne-logement énergie et exonération de l'impôt des primes
d'épargne-logement). Cette dernière sera refusée en votation populaire le 11 mars 2012.

### Récolte des signatures et dépôt de l'initiative
La récolte des 100 000 signatures nécessaires a débuté le 7 juillet 2007. Le 23 janvier 2009, l'initiative a été déposée à la chancellerie fédérale qui l'a déclarée valide le 17 février.

### Discussions et recommandations des autorités
Alors que le Conseil fédéral recommande le rejet de cette initiative, le parlement quant à lui, n'a donné aucune recommandation de vote. Dans son message aux Chambres fédérales, le Conseil fédéral met en avant son opposition à la loi bâloise sur le sujet et réaffirme « qu'il n'était pas nécessaire d'introduire un nouvel instrument fiscal pour promouvoir l'accession à la propriété du logement ». Il relève également que ce sont principalement les personnes disposant d'un revenu élevé qui peuvent profiter de l'épargne-logement, et ceci en raison de la progressivité de l’impôt sur le revenu. Il conclut même que, « d’un point de vue économique, promouvoir l’accession à la propriété du logement par des allègements fiscaux a des effets négatifs sur la croissance économique et la prospérité ».
Les recommandations de vote des partis politiques sont les suivantes : 
| Parti politique              | Recommandation  |
| ---------------------------- | --------------- |
| Parti bourgeois-démocratique | liberté de vote |
| Parti chrétien-social        | non             |
| Parti démocrate-chrétien     | non             |
| Parti socialiste             | non             |
| Vert'libéraux                | non             |
| Les Libéraux-Radicaux        | oui             |
| Union démocratique du centre | oui             |
| Les Verts                    | non             |

### Votation
Soumise à la votation le 18 juin 2012, l'initiative est refusée par la totalité des 20 6/2 cantons et par 68,9 % des suffrages exprimés. Le tableau ci-dessous détaille les résultats par cantons pour ce vote :